# 我要Fit一Fit
，香港無線電視翡翠台劇集，於2002年9月16日至10月11日期間首播，共20集。監製王心慰，在2003年8月18日的17:55－18:25及其後9月9日起改為於14:45－15:45重播。

## 演员表

### 莊家
| 演員   | 角色   | 關係／暱稱 |
| 沈殿霞 | 莊秀麗 | 老佛爺、Salina、肥婆 45歲 仁安堂老闆的表妹 仁安堂助理總經理，年資25年 於第7集降職為市場研究部經理，於第8集辭職 於第9集入職羅康健康食品有限公司成為初級營業員，後於第12集被辭退 蘇少林的舊友及鄰居 榮忠邦的表姑姐 莊賢德之家姐 上海人，擅長煮上海菜，於第15集起在所住大廈經營私房菜 住家飯茶餐廳老闆（第21集起） |
| 易智遠 | 莊賢德 | 肥仔德 成功車行營業員，於第2集辭職／演員／兼職的士司機／瑞豐行包裝設計師 莊秀麗之弟 蘇炳文、施自強、孫巧璧好友 曾暗戀王曼兒，後為好友 梁添寶之鬥氣冤家，於第15集與其酒後亂性發生關係，後於第22集與其結婚 |
| 朱咪咪 | 張玉嫻 | 嫻姨、慳啲 莊秀麗的貼身傭人 |

### 孫家、王家
| 演員   | 角色   | 關係／暱稱 |
| 秦 煌  | 孫鑑泉 | 退休廚師，擅長煮粵菜 58歲 住家飯茶餐廳大廚（第21集起） 孫巧璧之父 王曼兒之舅父 |
| 袁潔瑩 | 王曼兒 | Margaret、貓骨 前仁安堂營業部Fit100員工，於第11集被裁員 莊秀麗、邱家振的下屬 孫巧璧之表姐 孫鑑泉之外甥女 梁添寶、梁添基、施自強之好友 莊賢德之暗戀對象，後為好友 於第12集起成為茶餐廳員工，後漸萌生創業開辦茶餐廳的念頭 於第20集入職瑞豐行，後於第21集起與莊秀麗合營住家飯茶餐廳而離職 蘇炳文之同事，早期因其受莊秀麗賞識及關照而針對其，後為好友，於第25集成為其女友 |
| 文頌嫻 | 孫巧璧 | Joey、癲貓 瑞豐行會計 孫鑑泉之女 王曼兒表妹 梁添寶之好友 梁添基之好友兼暗戀對象 施自強之鬥氣冤家，於第17集成為其女友，於第23集一度分手，最後於第25集復合 |

### 蘇家
| 演員   | 角色   | 關係／暱稱 |
| 元 華  | 蘇少林 | 裁縫師父 莊秀麗的舊友 蘇炳文之父 大廈業主立案法團主席 |
| 鄭中基 | 蘇炳文 | So Man、蘇炳 前仁安堂營業部Fit100員工，於第11集被裁員 莊秀麗、邱家振的下屬 蘇少林之子 施自強、莊賢德、孫巧璧、梁添寶、梁添基的好友 趙詠琪之前男友，於第13集分手 王曼兒之同事，曾被其針對，後和好，於第25集成為其男友 於第14集修讀家務助理課程，並於振記家務清潔公司擔任兼職家務助理 於第17集入職瑞豐行 |

### 梁家
| 演員   | 角色   | 關係／暱稱 |
| 子明   | 梁金安 | 安叔 梁添基、梁添寶之父 的士司機 |
| 鄭敬基 | 梁添基 | 輕基 梁金安之子 梁添寶之兄 的士司機，後至機靈吧當DJ 王曼兒、莊賢德、蘇炳文之好友 孫巧璧之好友，並暗戀其 施自強之情敵 |
| 劉玉翠 | 梁添寶 | Bobo、暴暴龍 前仁安堂營業部Fit 100員工，於第11集被裁員，後成為兼職的士司機 莊秀麗、邱家振的下屬 梁金安之女 梁添基之妹 王曼兒、孫巧璧、蘇炳文之好友 曾追求施自強，失敗告終，後為好友 莊賢德之鬥氣冤家，於第15集與其酒後亂性發生關係，于第20集怀孕，後於第22集與其結婚 |

### 仁安堂
| 演員   | 角色    | 關係／暱稱 |
| 張英才 |         | 創辦人、董事長 榮忠邦之父 莊秀麗、莊賢德之表哥 李定國之姐夫                                                                                                 |
| 郭耀明 | 榮忠邦  | 大阿哥 總經理 莊秀麗之表姪 李定國之外甥 |
| 沈殿霞 | 莊秀麗  | 老佛爺、Salina、肥婆 仁安堂老闆的表妹 助理總經理，年資25年 於第2集入主營業部Fit100 於第7集降職為市場研究部經理，於第8集辭職 與李定國不和，被其陷害 參見莊家 |
| 艾 威  | 李定國  | 奸國舅 助理總經理 榮忠邦之舅父 與莊秀麗不和，並陷害其 於第7集接管營業部Fit100，後於第11集解僱Fit100全體員工                                                 |
| 梁健平 | 林 植   | 小植子 李定國之下屬兼親信 |
| 王維德 | Gilbert | 李定國之下屬兼親信，於第1集因替寧禧行做事而被莊秀麗解僱 |
| 魯振順 | 邱家振  | KC、邱老爺、小振子 營業部Fit100經理，於第11集被裁員 莊秀麗之下屬 振記家務清潔公司老闆                                                                       |
| 袁潔瑩 | 王曼兒  | Margaret、貓骨 營業部Fit100員工，於第11集被裁員 參見孫家、王家                                                                                              |
| 鄭中基 | 蘇炳文  | So Man、蘇炳 營業部Fit100員工，於第11集被裁員 參見蘇家 |
| 劉玉翠 | 梁添寶  | Bobo、暴暴龍 仁安堂營業部Fit 100員工，於第11集被裁員 參見梁家                                                                                               |
| 朱婉儀 | Mary    | 營業部Fit100員工，於第11集被裁員 莊秀麗、邱家振之下屬 與Paul三人常被合稱Peter, Paul and Mary                                                                |
| 馬國明 | Peter   | 營業部Fit100員工，於第11集被裁員 莊秀麗、邱家振之下屬 與Paul三人常被合稱Peter, Paul and Mary                                                                |
| 蔡康年 | Paul    | 營業部Fit100員工，於第6集因兼職賣對手耀光行的產品而被莊秀麗解僱                                                                                             |
| 陳伶俐 | Karen   | 邱家振之秘書，於第11集被裁員 |
| 陳楚翹 | Lora    | 仁安堂助理總經理秘書／營業部Fit100秘書 莊秀麗之近身秘書，於第7集隨其調往市場發展部 梁添寶之小學同學                                                         |
| 宋芝齡 | Yuko    | 仁安堂助理總經理辦公室秘書，隸屬莊秀麗 |
| 鄭安彤 | Annie   | 仁安堂助理總經理辦公室秘書，隸屬莊秀麗 |

### 施家
| 演員   | 角色   | 關係／暱稱 |
| 郭德信 |        | 施自強之父母 |
| 陳曼娜 |        | 施自強之父母 |
| 鄭嘉穎 | 施自強 | Sean、喪屍 蘇炳文、莊賢德、王曼兒之好友 孫巧璧之之鬥氣冤家，於第17集成為其男友，於第23集一度分手，最後於第25集復合 梁添寶之好感對象，後為好友 於第14集入職瑞豐行 |

### 瑞豐行
| 演員   | 角色   | 關係／暱稱                                                                   |
| 李成昌 | Joe    | 瑞豐行老闆                                                                   |
| 文頌嫻 | 孫巧璧 | Joey、癲貓 瑞豐行會計 參見孫家、王家                                         |
| 袁潔瑩 | 王曼兒 | Margaret、貓骨 包裝設計部營業員，於第19集入職，後於第21集離職 參見孫家、王家 |
| 鄭中基 | 蘇炳文 | So Man、蘇炳 包裝設計部職員，於第17集入職 參見蘇家                           |
| 鄭嘉穎 | 施自強 | Sean、喪屍 包裝設計部主管，於第14集入職 參見施家                             |
| 易智遠 | 莊賢德 | 肥仔德 包裝設計師，於第19集入職 參見莊家                                     |
| 王賢誌 | 潤 腸  | 瑞豐行員工 同性戀者 Bobby之男友                                              |
| 周家怡 | Rita   | 瑞豐行員工                                                                   |
| 夏竹欣 | Peggy  | 瑞豐行員工                                                                   |

### 住家飯茶餐廳
| 演員   | 角色   | 關係／暱稱                               |
| 沈殿霞 | 莊秀麗 | 老佛爺、Salina、肥婆 老闆 參見莊家       |
| 袁潔瑩 | 王曼兒 | Margaret、貓骨 合夥人之一 參見孫家、王家 |
| 秦 煌  | 孫鑑泉 | 大廚 參見孫家、王家                      |
| 朱咪咪 | 張玉嫻 | 嫻姨、慳啲 收銀員 參見莊家               |
| 梁輝宗 |        | 廚師                                     |
| 蕭徽勇 | 勇     | 侍應                                     |
| 陳少邦 | 龍     | 侍應                                     |
| 黃梓瑋 | 慧     | 侍應                                     |
| 黃天鐸 | 光     | 侍應                                     |

### 其他演員
| 演員   | 角色   | 關係／暱稱                                                     |
| 邵傳勇 |        | 梁添基之好友 機靈吧老闆                                        |
| 岑寶兒 | 趙詠琪 | Sheila、琪琪、豬乸 Apollo健身房員工 蘇炳文的女友，於第13集分手 |
| 莫家堯 | 王志豪 | 醫生 追求趙詠琪                                                |
| 劉桂芳 | 陳師奶 | 蘇家、莊家之鄰居                                               |
| 沈可欣 |        | Joe之妻 孫巧璧之舊同學                                         |
| 林美娜 | Vivian | 莊秀麗友女兒，一度被其安排與蘇炳文撮合為情侶 藥劑化驗員        |
| 鄧英敏 | 羅老闆 | 羅康健康食品有限公司老闆（第9至12集）                          |
| 林影紅 | Anna   | 羅康健康食品有限公司初級營業員 莊秀麗之同事（第9至12集）       |
| 章志文 |        | 地產經紀（第1集）                                              |
| 陳念君 |        | 地產經紀（第1集）                                              |
| 趙敏通 |        | 地產經紀（第1集）                                              |
| 張漢斌 |        | 新聞報導員（第1集）                                            |
| 陳德文 |        | 新聞報導員（第1集）                                            |
| 潘冠霖 |        | 新聞報導員（第1集）                                            |
| 魏惠文 |        | 律師（第1集）                                                  |
| 霍健邦 |        | 設計工人（第1集）                                              |
| 黃煒林 |        | 酒樓經理（第1集）                                              |
| 鄧汝超 | 勝     | 莊秀麗之司機                                                   |
| 黃宗澤 | Ken    | 施自強朋友                                                     |
| 水明琪 |        |                                                                |

## 外部連結
- 無綫官方劇集網頁 - 我要Fit一Fit